# Giuseppe Orefici
Giuseppe Orefici (7 avril 1946 – 27 juin 2025) est un archéologue italien connu pour ses études sur les civilisations préhispaniques, et particulièrement des cultures Nazca et Rapa Nui.

## Biographie
Giuseppe Orefici naît à Brescia (Lombardie) en 1946.
Il suit des études dont il sort diplômé en architecture. En 1982, il devient directeur du projet Nasca et mène plusieurs enquêtes au Pérou, en Bolivie, au Chili, au Mexique, à Cuba et au Nicaragua. Il dirige des fouilles archéologiques dans le centre cérémoniel de Cahuachi (Pérou) depuis 1984, Pueblo Viejo près de Nazca (1983-1985), Tiwanaku, en Bolivie de 2007 à 2014 et sur l'île de Pâques (1991-1993, 2001).
Il a publié plusieurs ouvrages et articles sur les cultures Nazca et Rapa Nui et organisé de nombreuses expositions sur la culture préhispanique dans les Amériques et en Europe. La recherche la plus importante, qui se poursuit, est la fouille archéologique et la conservation de Cahuachi.

## Publications scientifiques
- Ligabue G., Orefici G., Rapa Nui, Erizzo, 1994.
- Orefici G., Nasca : arte e società del popolo dei geoglifi, Jaca Book, Milan, 1993.
- Orefici G., Cahuachi. Capitale Théocratica Nasca. Lima : Université de San Martín de Porres, 2012.
- Orefici G., Mensajes de nuestros antepasados: petroglifos de Nasca y Palpa, Apus Graph Ediciones, Lima, 2013
- Lasaponara R., Masini N., Orefici G. (Eds). The Ancient Nasca World: New Insights from Science and Archaeology. Éditions Springer International, 2016